# Chalmers (Indiana)
Pour les articles homonymes, voir Chalmers.
Chalmers est une municipalité située dans le comté de White, dans l’État de l'Indiana, aux États-Unis. Lors du recensement de 2020, elle compte 523 habitants.